# PSジャパン
PSジャパン株式会社（ピーエスジャパン、英文名称PS Japan Corporation.）とは、旭化成ケミカルズと出光興産の共同出資による合成樹脂メーカー。ポリスチレン樹脂の製造・販売を行う。
三井化学と住友化学の合弁の日本ポリスチレンが2009年秋に撤退し、日本の汎用ポリスチレン樹脂メーカーはPSジャパンと、東洋スチレン（デンカ・新日鉄住金化学・ダイセル3社合弁）、DICの3社に集約された。

## 沿革
- 1957年 - 旭化成はダウ・ケミカルの技術協力により、三菱グループはモンサント社の技術協力により、それぞれポリスチレン樹脂の製造開始。
- 1968年 - 出光石油化学（現・出光興産）が独自技術によりポリスチレン樹脂の製造開始。
- 1998年10月 - 旭化成と三菱化学との共同出資により、エー・アンド・エム・スチレン株式会社（以下A&Mスチレンと表記）設立。ポリスチレン樹脂の販売を開始。
- 1999年10月 - A&Mスチレン、ポリスチレン樹脂の製造・研究開発開始。
- 2003年4月 - A&Mスチレンと出光石油化学のポリスチレン事業を統合、PSジャパンに社名変更。出資比率は旭化成ケミカルズ45%、三菱化学・出光石化各22.5%。
- 2004年6月 - PSジャパンとDICのポリスチレン事業統合に基本合意[3]。
- 2005年4月 - 公正取引委員会より、市場競争を制限する恐れがあるとの指摘を受け、PSジャパンとDICとの事業統合を断念[4]。
- 2009年10月 - 三菱化学保有の株式を旭化成ケミカルズと出光興産が買い取り、出資比率は旭化成ケミカルズ62.07%、出光興産37.93%となる。

## 事業所
- 本社 - 〒112-0002 東京都文京区小石川1-4-1
- 千葉工場 - 〒299-0267 千葉県袖ケ浦市中袖5-1（旭化成千葉工場内）
- 市原工場 - 〒299-0107 千葉県市原市姉崎海岸1-1（出光興産千葉工場内）
- 四日市工場 - 〒510-0848 三重県四日市市東邦町1（三菱化学四日市事業所内）
- 水島工場 - 〒712-8054 岡山県倉敷市潮通3-13 （旭化成水島支社内）
- 研究開発部 - 〒210-0863 神奈川県川崎市川崎区夜光1-3-1（旭化成川崎支社内）
- 関西支店 - 〒530-8205 大阪府大阪市北区中之島3-3-23 中之島ダイビル30階

## 主な製品
- 汎用ポリスチレン樹脂
- 特殊用途ポリスチレン樹脂（透明、高耐熱、耐薬品性、制電性など）